# Nicolas Liez (graficus)

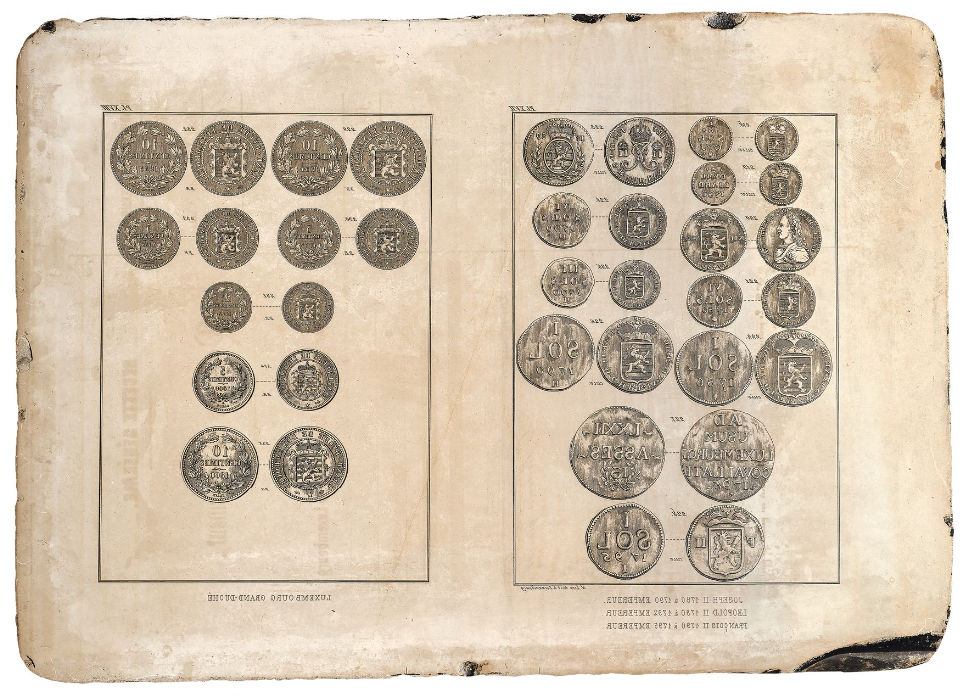
Lithosteen van Liez

Nicolas Liez (Neufchâteau, 14 oktober 1809 – Dresden, 30 augustus 1892) was een Luxemburgs lithograaf en graveur.

## Leven en werk
Nicolas Liez was een zoon van de Franse schoenmaker Jean-Joseph Liez en de Luxemburgse Marie Weber. Zijn vader was enige tijd als korporaal gelegerd in het Frans garnizoen in Luxemburg. Hij verhuisde met zijn vrouw in Frankrijk, waar Nicolas werd geboren. In 1812 verhuisde het gezin naar Luxemburg en twee jaar later werd zijn vader genaturaliseerd. Nicolas Liez bezocht de tekenschool onder leiding van Jean-Baptiste Fresez en won daar in 1827 de zilveren medaille. Hij vervolgde zijn studie aan de Académies des Beaux Arts in Charleroi en Bergen, waar hij zich bekwaamde in de lithografie. In Bergen won hij twee bronzen medailles.
Liez werd in 1832 ingehuurd door de Luxemburgse lithograaf Reuter en maakte litho's van tekeningen van Frantz Clément, Jean-Pierre Schmit en Jean-Baptiste Fresez voor het album Voyage pittoresque dans le Grand-Duché de Luxembourg. Zijn werk kwam onder de aandacht van Jean-François Boch, directeur van de Villeroy & Boch, die hem in 1837 inhuurde als graveur voor diens keramiekfabriek in Septfontaines. Boch stuurde Liez in 1840 naar de Franse landschapsschilder Hubert Parijs, om zich het aquarelleren eigen te maken. In 1851 verliet Liez de fabriek en opende een eigen lithografieatelier. In 1852 behaalde hij een zilveren medaille op de Exposition de l'industrie et des arts in Luxemburg-Stad.
Uit een briefhoofd van Liez blijkt dat hij zich in 1853 aanbood als lithograaf en graveur, in de praktijk werkte hij daarnaast ook als architect, beeldhouwer, decorateur en schilder. Als portretschilder was hij niet zo sterk als zijn leermeester Fresez, maar hij wordt beschouwd als de grootste Luxemburgse graficus in de 19e eeuw. Vanaf 1855 gaf hij les in tekenen, natuurkunde en scheikunde. Hij had een aantal jaren een eigen keramiekfabriek in Audun-le-Tiche (1866-1870). In 1870 werd hij directeur van de fabriek van Villeroy & Boch in Dresden. Théodore-Ignace de la Fontaine, oud-gouverneur en liefhebber van numismatiek, gaf Liez in 1870 opdracht zijn 200 Luxemburgse munten te lithograferen. Het werk was in feite een eerste poging tot een systematische illustratie van de Luxemburgse munt. De originele lithostenen zijn bewaard gebleven.
Liez overleed in Dresden op 83-jarige leeftijd. De Rue Nicolas Liez in Limpertsberg is naar hem vernoemd. In 1960 hield het Staatsmuseum in Luxemburg een overzichtstentoonstelling met zijn werk. Naamgenoten Nicolas Liez (1836-1890), historicus, en Nicolas Liez (1864-1941), redacteur van L'Indépendance luxembourgeoise, waren Liez' oomzeggers.

## Enkele werken
- ca. 1845: La vallée de la Sarre et la chapelle de Jean l'Aveugle près de Castel, collectie MNAHA (aankoop 1933)
- ca. 1845: La vallée de la Sarre et la chapelle de Jean l'Aveugle près de Castel, collectie MNAHA (aankoop 1947)
- 1870: Vue sur Luxembourg depuis le Fetschenhof, schilderij, collectie MNAHA, collectie MNAHA (aankoop door de Amis des Musée, 1934)
- Ruine, collectie MNAHA (aankoop 2017)

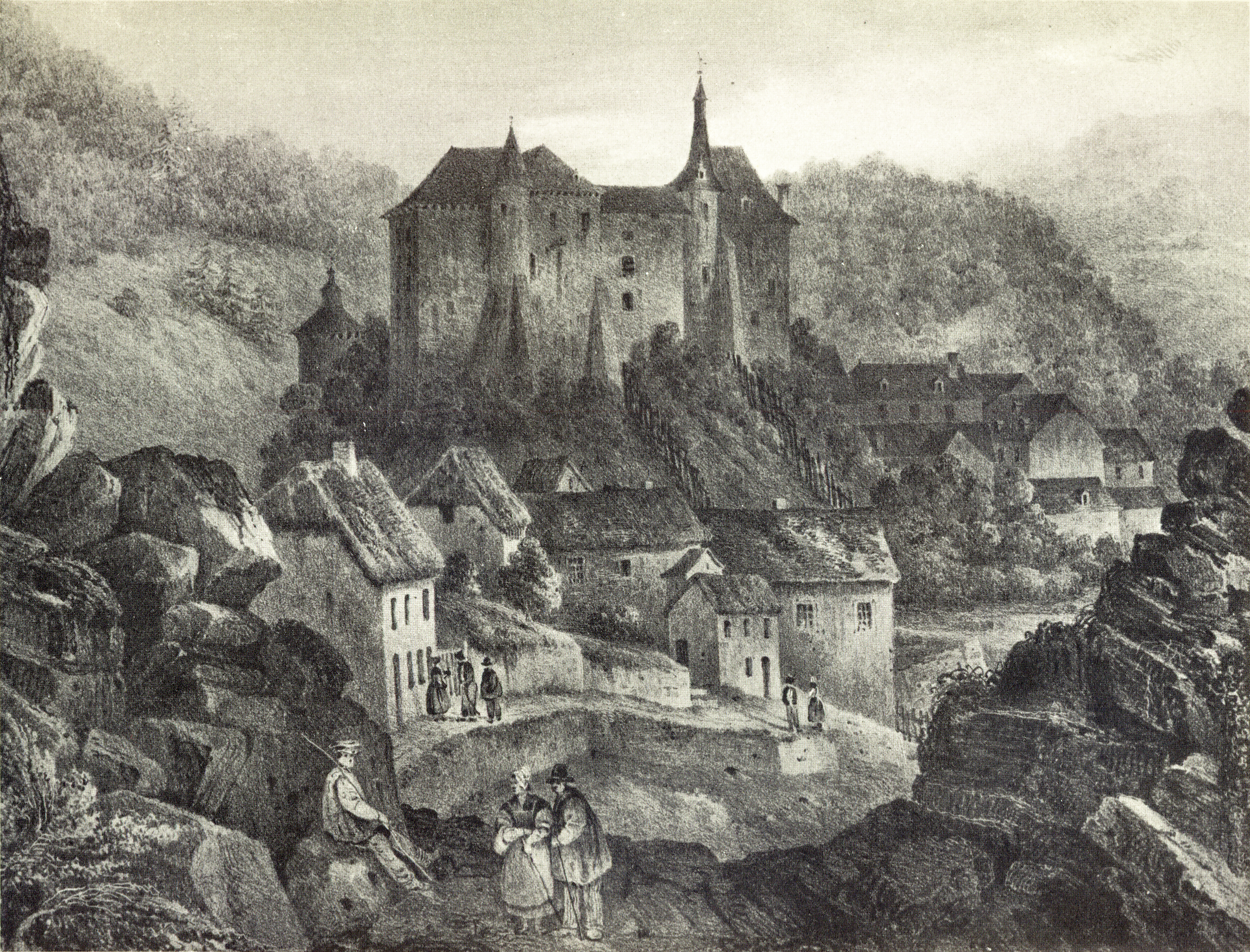
Kasteel van Clervaux, litho naar Frantz Clément
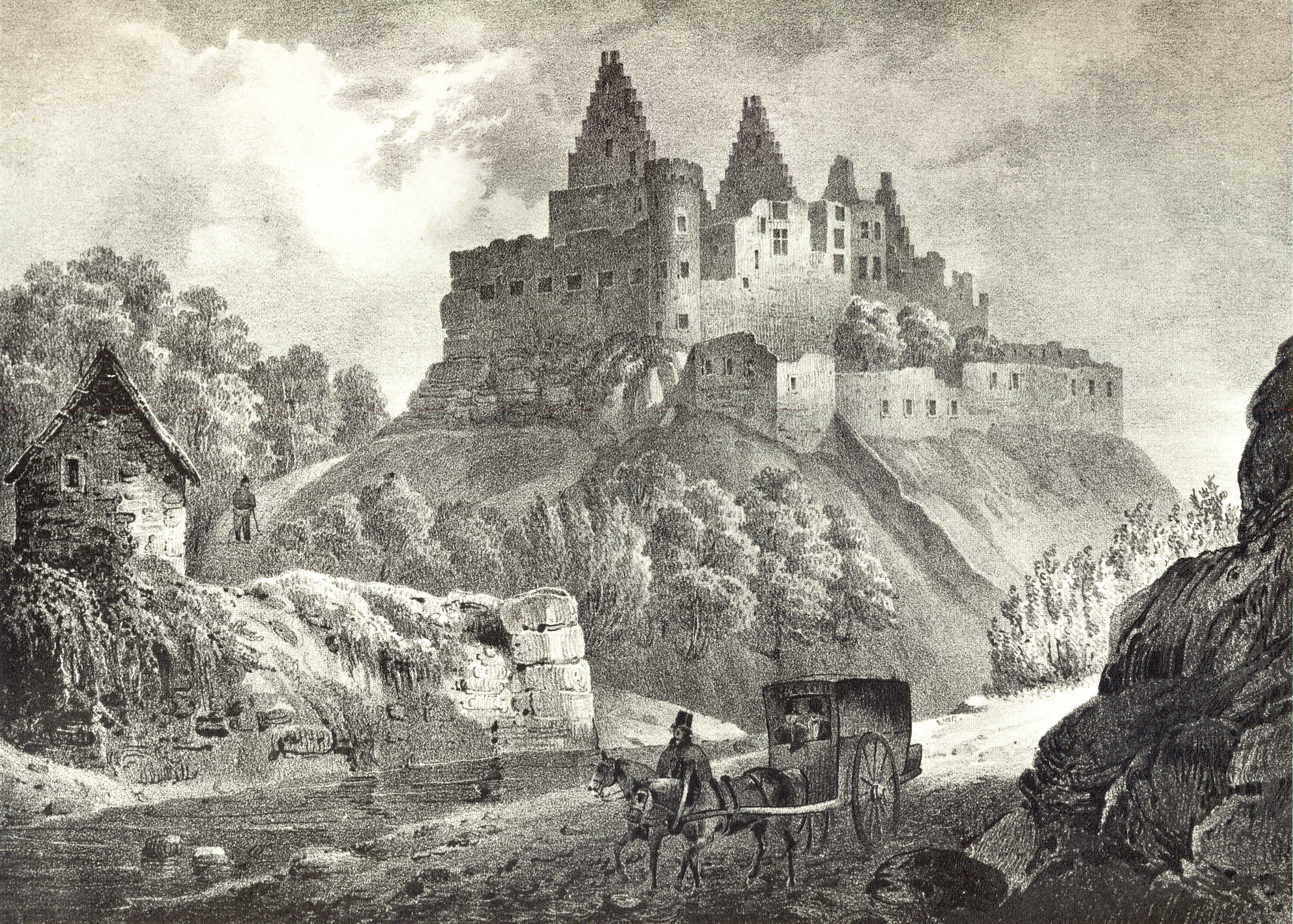
Kasteel Vianden, litho naar Jean-Pierre Schmit
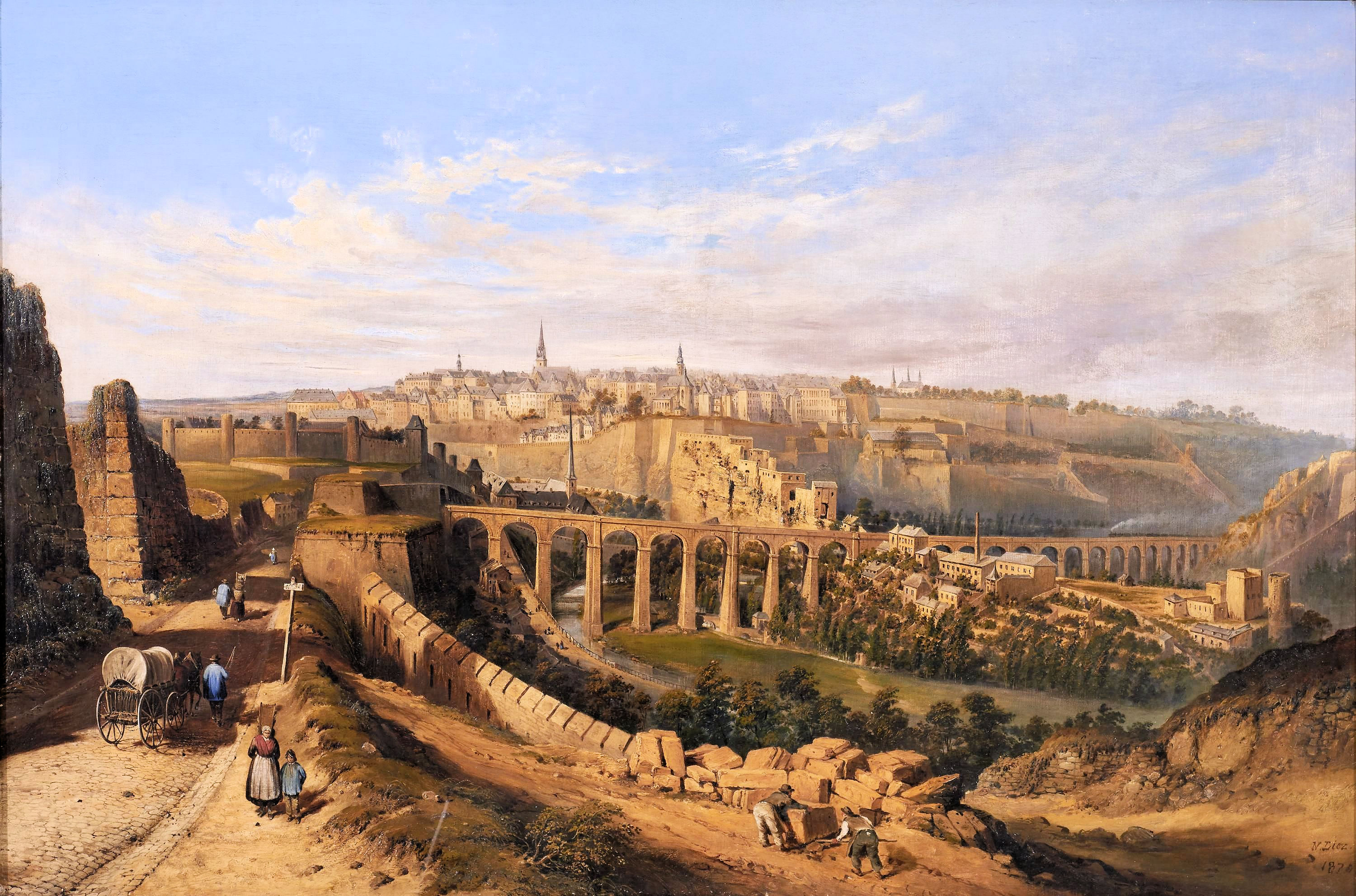
Vue sur Luxembourg depuis le Fetschenhof (1870), schilderij, collectie MNAHA
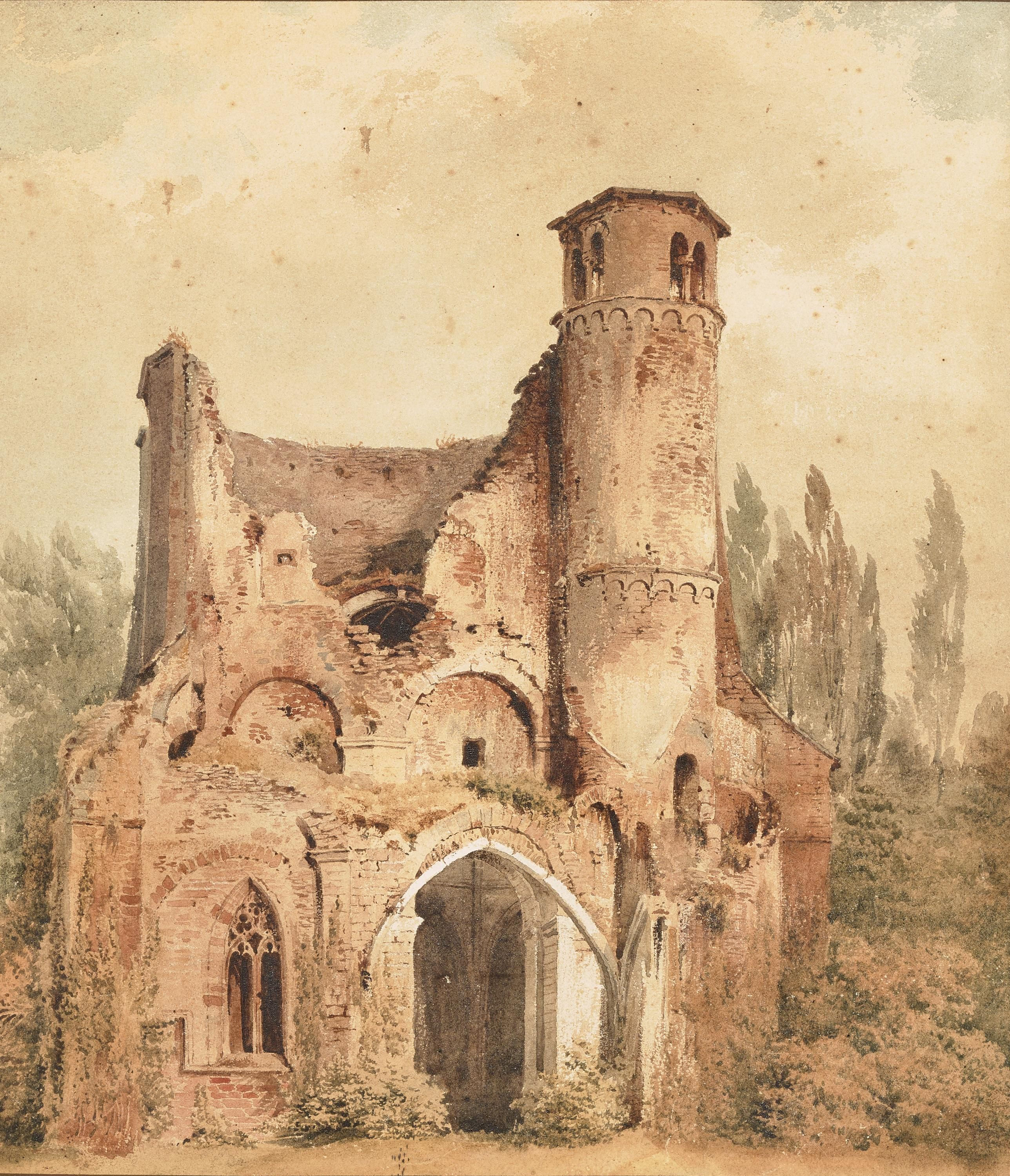
Ruine, aquarel, collectie MNAHA